# نهر بيربير
نهر بيربير يجري في جنوب غرب  إثيوبيا وهو أحد روافد نهر بارو ، والذي يتشكل عندما ينضم إلى نهر جيبا.
وهو مهم من الناحية السياسية، لأن مساره يحدد جزءًا من الحدود بين منطقتي ميراب ويليجا وإيلوباور في منطقة أوروميا .
ويرى ريتشارد بانكهورست أن نهر بيربير مهم اقتصاديًا لاكتشاف رواسب البلاتين في عام 1904 على طول مساره. 

## روابط خارجية
- وكالة الوقاية من الكوارث والتأهب لها في إثيوبيا: الأطلس الإداري: منطقة أوروميا
- وكالة الوقاية من الكوارث والتأهب لها في إثيوبيا: المناطق المعرضة للفيضانات اعتبارًا من 24 أغسطس 2006